# Centro (Coronel Fabriciano)
Centro é um bairro do município brasileiro de Coronel Fabriciano, no interior do estado de Minas Gerais. Localiza-se no distrito-sede, estando situado no Setor 1. Segundo o censo demográfico de 2022, realizado pelo Instituto Brasileiro de Geografia e Estatística (IBGE), sua população era de 2 818 habitantes e havia 1 176 domicílios particulares permanentes ocupados.
O povoamento da região central da cidade teve início com a construção da EFVM e da Estação do Calado entre as décadas de 1910 e 20. Ao redor do terminal, que foi demolido em 1979, onde nasceu a atual Rua Pedro Nolasco, foi iniciada a atividade comercial. Sob esse contexto também surgiu o núcleo urbano que veio a se expandir e dar origem à sede do município de Coronel Fabriciano, emancipado em 1948. A instalação dos complexos industriais da Acesita (atual Aperam South America) e Usiminas, localizadas nos dias de hoje nos municípios vizinhos Timóteo e Ipatinga, respectivamente, favoreceu o desenvolvimento urbano e o impulso da importância comercial.
O Centro de Fabriciano se mantém como um dos principais núcleos comerciais da Região Metropolitana do Vale do Aço (RMVA), sendo de onde se origina 70% da renda proveniente do setor de vendas fabricianense. Além disso, serviços como a sede da prefeitura e o Terminal Rodoviário se concentram nesse bairro. Também é onde estão situados monumentos de importância cultural e histórica, como a Igreja Matriz de São Sebastião, o Colégio Angélica, o Sobrado dos Pereira e a Praça da Estação.

## História

### Povoamento

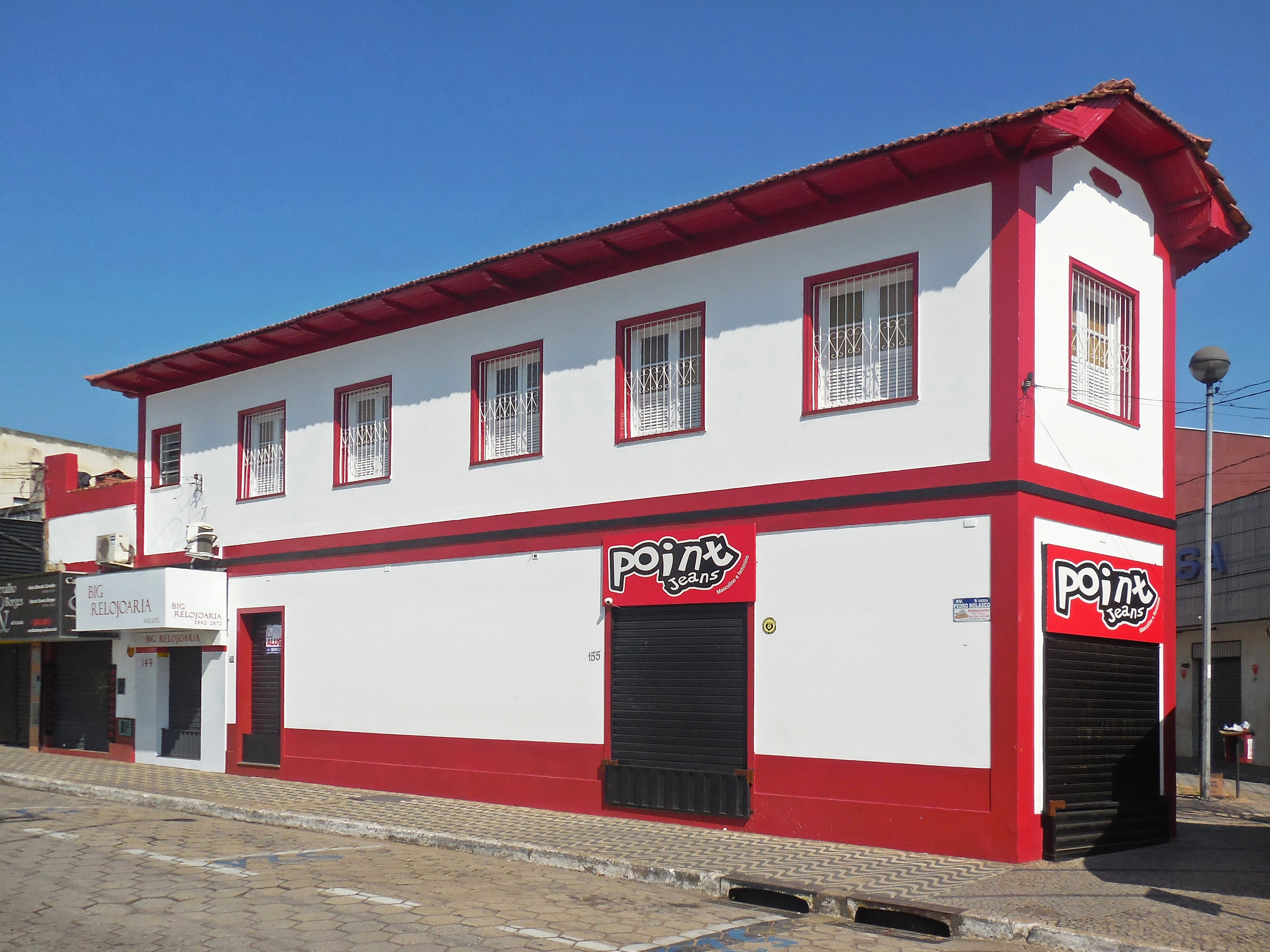
O Sobrado dos Pereira (1928), primeira construção em alvenaria.

O começo do povoamento do atual Centro de Fabriciano teve início no final da década de 1910, com a retomada da construção da Estrada de Ferro Vitória a Minas (EFVM), paralisada em Belo Oriente. O local era conhecido até então como Barra do Calado, por estar situado próximo à foz do ribeirão Caladão no rio Piracicaba, onde eram embarcadas mercadorias e pessoas rumo a povoamentos vizinhos. Na ocasião foram improvisadas dezenas de barracas para abrigo dos trabalhadores da via férrea.
A localidade, então conhecida como Calado, desenvolveu-se ao redor da ferrovia em construção e da Estação do Calado, inaugurada próxima da margem esquerda do rio Piracicaba em 1924. Ao lado do terminal se estabeleceu a "rua de Baixo" (atuais ruas Pedro Nolasco e Coronel Silvino Pereira), onde surgiram as primeiras lojas, que deram início ao movimento comercial. Ao final da década de 20 o Calado era composto basicamente pelas ruas "de Baixo" e "de Cima" (atual Rua Doutor Querubino).
Em 1928, foi construído na então rua de Baixo o Sobrado dos Pereira, que abrigou o primeiro estabelecimento comercial e foi a primeira construção em alvenaria da cidade além do terminal ferroviário. A primeira igreja, dedicada a São Sebastião, foi construída em 1929, no local onde se encontra o atual Salão Paroquial. Associada à presença da estação ferroviária a rua de Baixo se tornou o principal centro comercial da localidade, favorecida pelas quatro paradas diárias de trens de passageiros da EFVM, que traziam todos os dias consumidores de outras cidades.

### Consolidação administrativa

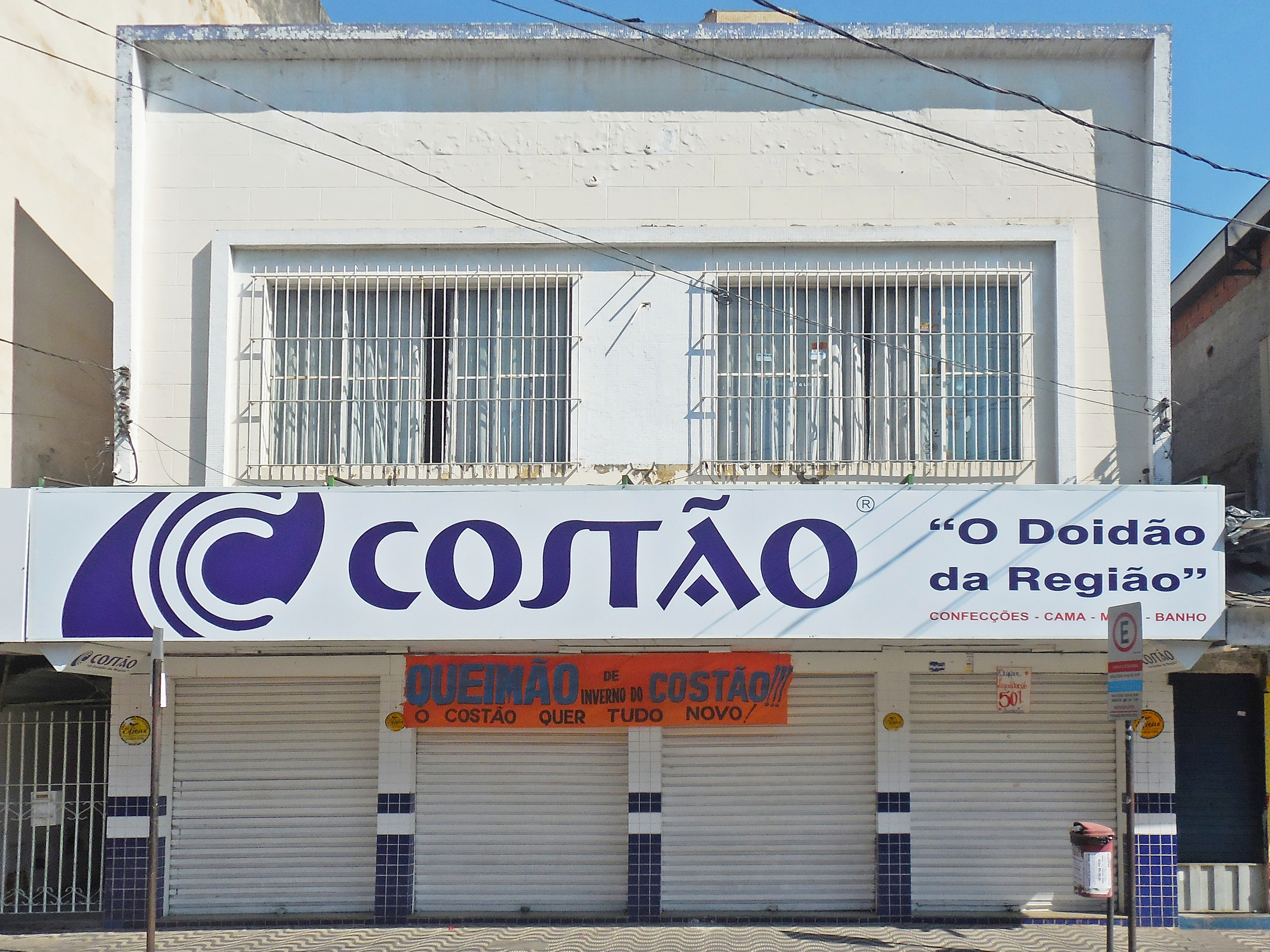
Casa São Geraldo, utilizada pela loja "Costão": prédio onde funcionou a primeira sede da prefeitura.

A sede do então distrito Melo Viana, subordinado a Antônio Dias, foi transferida para o antigo Calado em 1933, devido à longa distância percorrida pelo escrivão José Zacarias Roque entre o cartório no atual bairro Melo Viana e o terminal ferroviário. Em 1936, foi instalado um escritório da Companhia Siderúrgica Belgo-Mineira, com o objetivo de centralizar a exploração de madeira e produção de carvão da região do Vale do Rio Doce, culminando em um crescimento demográfico e estrutural. A empresa foi a responsável pela construção de várias casas de alvenaria e abertura de ruas, além da construção do antigo Hospital Siderúrgica nas proximidades.
Posteriormente foram construídos, dentre outros serviços: a unidade administrativa da EFVM; o Clube Sete de Setembro, que foi a primeira casa noturna da cidade; o Banco da Lavoura, que foi a primeira agência bancária; os primeiros pontos de táxi; além de estabelecimentos comerciais diversos. Coronel Fabriciano foi emancipada em 1948, sendo o primeiro prefeito, Rubem Siqueira Maia, o responsável pela instalação do Grupo Escolar Professor Pedro Calmon (primeiro prédio escolar da cidade), pela estruturação do abastecimento público de energia elétrica e pelo calçamento do Centro. O prefeito também cedeu a Casa São Geraldo, de sua propriedade, construída em 1948, para servir como primeira sede da prefeitura.
A instalação dos complexos industriais da Usiminas e Acesita (atual Aperam South America) também favoreceu o desenvolvimento urbano, mas com a emancipação política de Ipatinga e Timóteo, ocorrida na década de 60, as empresas passaram a pertencer a estes municípios, respectivamente. A partir deste cenário o comércio e a prestação de serviços se transformam nas principais fontes econômicas de Coronel Fabriciano, cujos setores vinham se desenvolvendo estritamente na área central da cidade e passaram a apresentar expansão em direção ao interior. A Belgo-Mineira, por sua vez, operou no local até a década de 1960, em função da escassez de madeira.

### Consolidação urbana

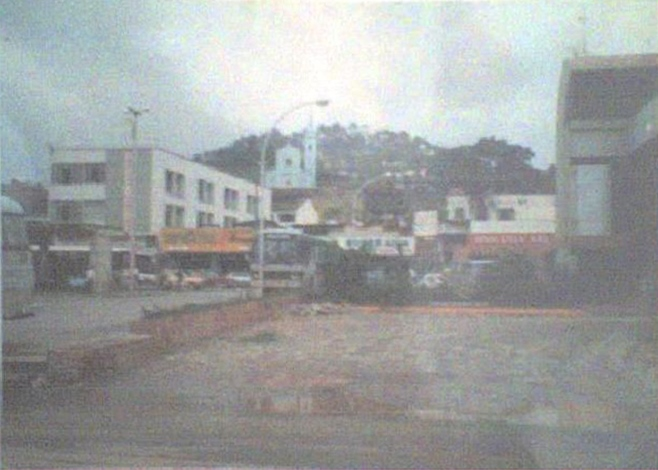
Centro de Fabriciano visto do Terminal Rodoviário em 1991

Por causa de sua localização entre o terminal ferroviário e o centro comercial, a Rua Pedro Nolasco se estabeleceu como principal parada dos ônibus do transporte coletivo urbano e interurbano. Ao mesmo tempo, entre as décadas de 1950 e 60, surgiram edificações de porte imponente, como o Colégio Angélica, o Cine Marrocos e o Silvana Palace Hotel. Já na década de 1970 foi construído na Rua José Cornélio o primeiro grande edifício, o Vale Verde, com dez andares, e houve a criação do bairro Santa Helena, onde funcionava a antiga Serraria Santa Helena. Na ocasião era tido como o bairro residencial mais moderno e valorizado da cidade devido à vizinhança do Centro.
O Centro de Fabriciano também concentrou entre as décadas de 60 e 80 dezenas de bares e restaurantes que agitaram a vida noturna local e atendiam aos trabalhadores das siderúrgicas da região, atraindo por vezes frequentadores até mesmo da capital mineira. Após a década de 1990, no entanto, o fluxo noturno observou uma considerável redução, migrando do Centro para a Avenida Magalhães Pinto. Fizerem-se presentes ainda as salas de cinema, destacando-se o Cine Glória, que foi construído na década de 50 na atual Rua Moacir Birro e substituído pelo Cine Marrocos em 1963. Este, por seu turno, possuía 1 300 acentos e funcionou até o final da década de 80.
A antiga Estação do Calado foi desativada em 1979 e seu prédio foi demolido em 1982. Em seu lugar foi construído o Terminal Rodoviário e a integração do transporte urbano, sendo esta transferida para outro local no Centro em 2008, para dar lugar à Praça da Estação. No final da década de 1980, através do projeto "Arglurb", a pavimentação das ruas principais do Centro foi repaginada. Com isso o piso antigo de blocos de pedra das vias principais foi substituído por blocos sextavados. Entre as décadas de 80 e 90 foi observada a ascensão da atividade comercial sobretudo na região da Rua Maria Mattos, reforçando a relevância do centro comercial.
A partir da década de 1990, notou-se uma tendência à verticalização, tendo em vista a escassez de lotes vagos no Centro e mesmo em bairros próximos. Também cabe ser ressaltada a inauguração do supermercado Coelho Diniz em 12 de dezembro de 2013, em área de 5 500 m² posicionada em local estratégico da Rua Maria Mattos e três andares de estacionamento, gerando centenas de empregos diretos. No final de 2021 a pavimentação das ruas principais do Centro foi refeita, com a substituição dos bloquetes por asfalto. Os blocos foram aproveitados na pavimentação de estradas da Serra dos Cocais.

## Geografia e demografia

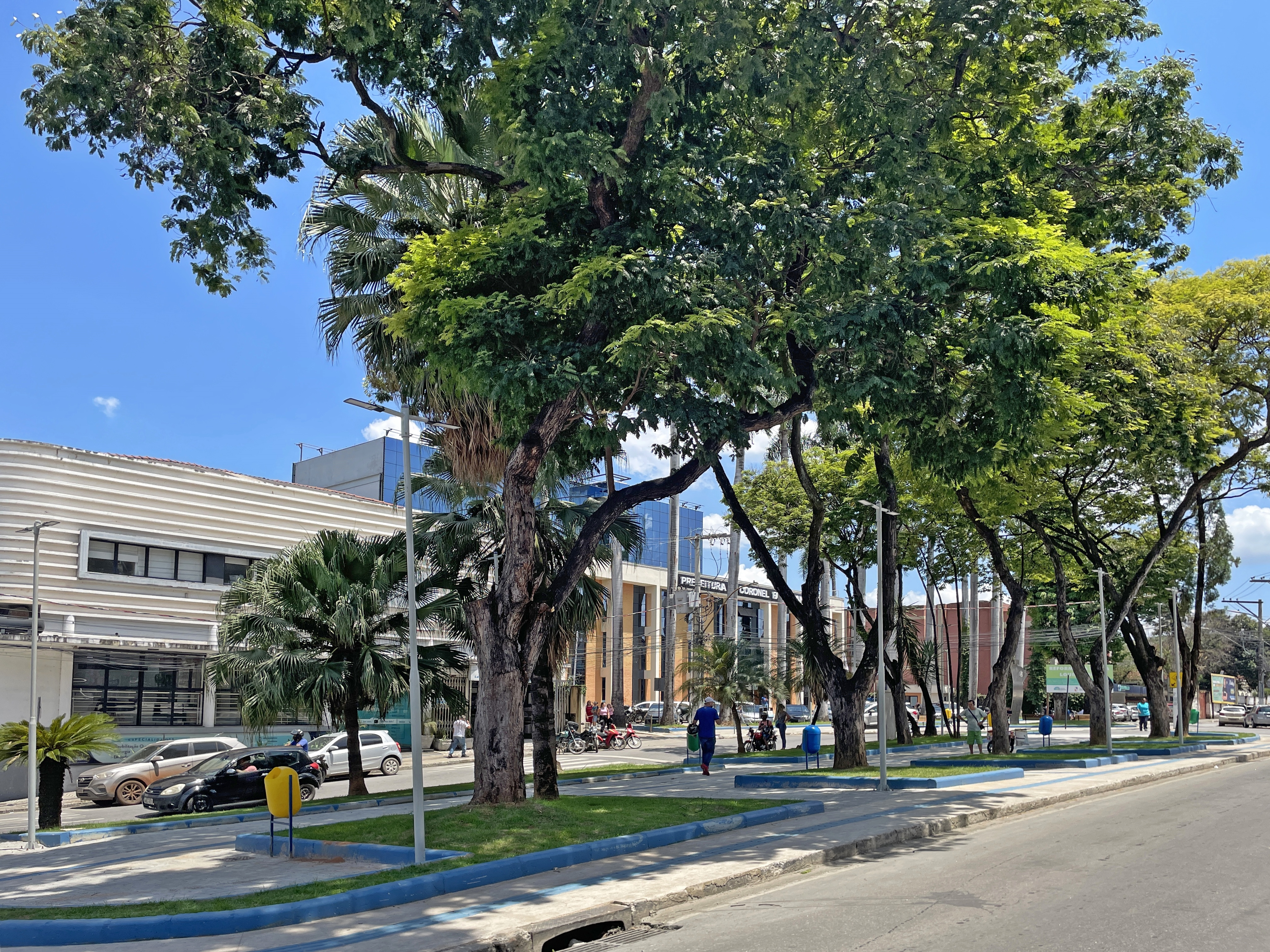
Arborização na Praça Louis Ensch

O bairro está localizado a sul da zona urbana de Coronel Fabriciano e faz limite com o município de Timóteo, do qual é separado pelo rio Piracicaba. A Ponte Mariano Pires Pontes interliga o Centro de Fabriciano à cidade vizinha, sendo portanto uma das principais formas de ligação entre os dois municípios. Está situado a uma altitude média de 250 metros.
Em 2022, a população foi estimada pelo Instituto Brasileiro de Geografia e Estatística (IBGE) em 2 818 habitantes e havia 1 176 domicílios particulares permanentes ocupados. Em 2010, havia 2 799 habitantes e 1 135 domicílios particulares. Com relação às práticas religiosas, a Igreja Matriz de São Sebastião representa a sede da comunidade católica local e da Paróquia São Sebastião, que está subordinada à Diocese de Itabira-Fabriciano. A Residência dos Missionários Redentoristas de Coronel Fabriciano, por sua vez, abriga a sede administrativa da paróquia.
Na margem do rio Piracicaba, em uma parte baixa do bairro, está situada uma das favelas e comunidades urbanas do município, que é conhecida como Dom Helvécio ou Prainha, devido à proximidade com o rio. Segundo o IBGE, a comunidade reunia, em 2022, 268 habitantes. Na estação das chuvas, devido às precipitações intensas, o nível do rio Piracicaba se eleva e inunda as ruas da Prainha, sendo que já foi recomendada a desocupação dessas áreas. Por outro lado, a malha urbana e a pouca arborização favorecem o aumento da sensação térmica na maioria das ruas e na Praça da Estação em dias ensolarados.

## Economia e infraestrutura

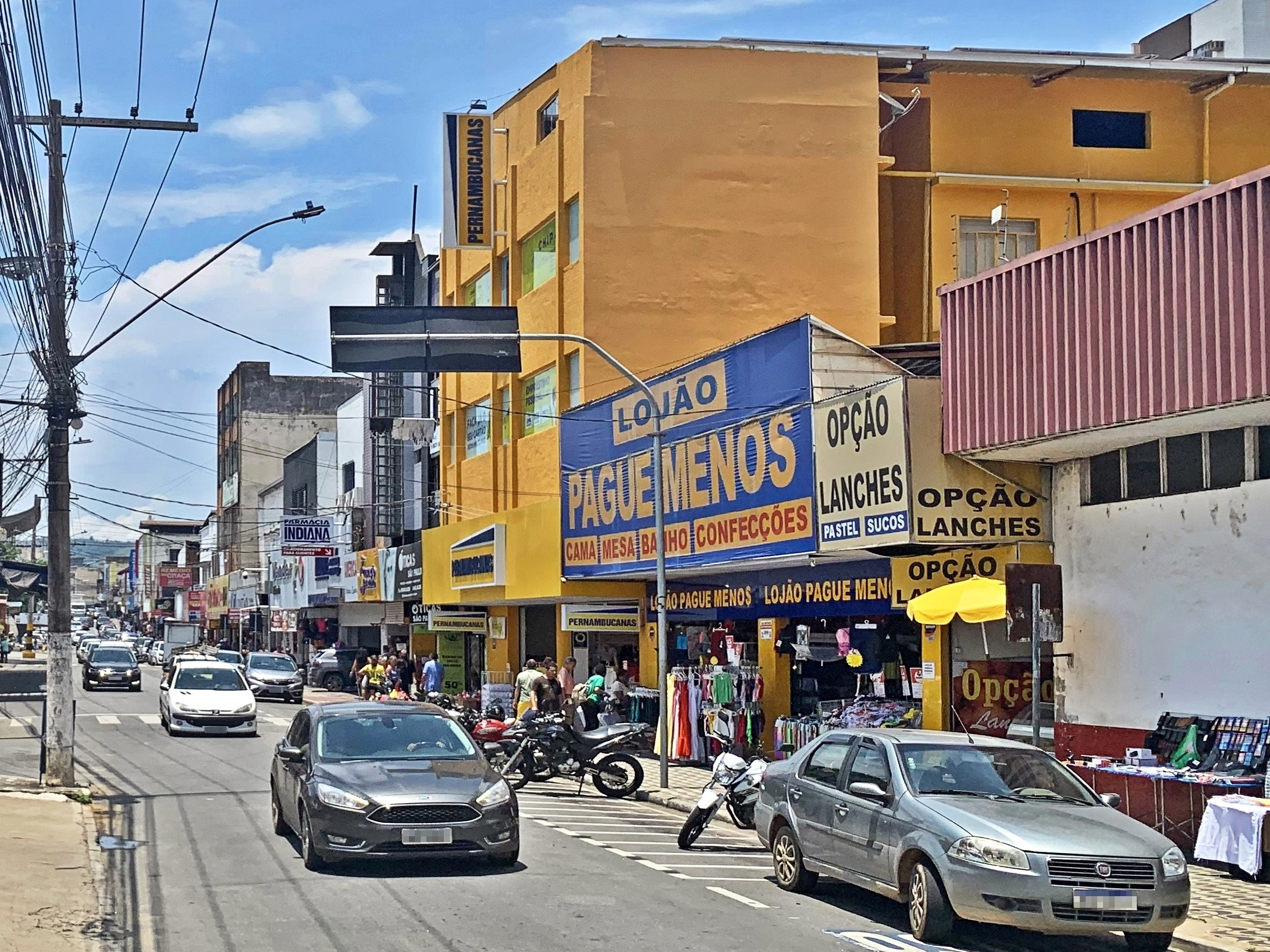
Comércio na Rua Pedro Nolasco

Do Centro de Fabriciano é originada 70% da renda total do setor de vendas da cidade, porém a disponibilidade de áreas para construção e/ou locação é escassa, gerando um esgotamento de sua expansão. Com isso, o bairro e as regiões vizinhas são bastante valorizadas pelo setor imobiliário. Podem ser encontradas desde diversas pequenas e médias empresas com sede no próprio município ou na região até filiais de grandes redes de eletrodomésticos. A Rua Pedro Nolasco corresponde à principal rua comercial, aliada à sua formação histórica e à vizinhança do Terminal Rodoviário.
No bairro estão situadas algumas das principais instituições de ensino da cidade, com oferta da educação infantil e ensinos fundamental e médio tanto pela rede pública quanto particular. Também cabe ser ressaltada a unidade do Serviço Nacional de Aprendizagem Comercial (SENAC), que oferece educação profissional. Além disso, o Centro contém a sede da prefeitura (Paço Municipal), a sede regional da Ordem dos Advogados do Brasil (OAB) e uma das agências da Empresa Brasileira de Correios e Telégrafos do município, que também atende a bairros próximos. O serviço de abastecimento de água é feito pela Companhia de Saneamento de Minas Gerais (Copasa), enquanto que o serviço de fornecimento de energia elétrica é de responsabilidade da Companhia Energética de Minas Gerais (Cemig). O saneamento básico é precário em alguns pontos da Prainha, com ligações de esgoto inadequadas e despejo de resíduos no rio Piracicaba.
No local da Estação do Calado, desativada em 1979, foi construído o Terminal Rodoviário de Coronel Fabriciano, inaugurado em 1988. Além do transporte intermunicipal, o Centro de Fabriciano possui linhas do transporte público municipal para toda a cidade. A Avenida Governador José de Magalhães Pinto liga o Centro aos bairros do distrito Senador Melo Viana, região mais populosa do município. O Trevo Pastor Pimentel, que marca o limite entre a região central e o Giovannini, é o entroncamento entre as avenidas Magalhães Pinto e Presidente Tancredo de Almeida Neves, posteriormente ligando a cidade às vizinhas Ipatinga e Timóteo.

## Cultura e patrimônio

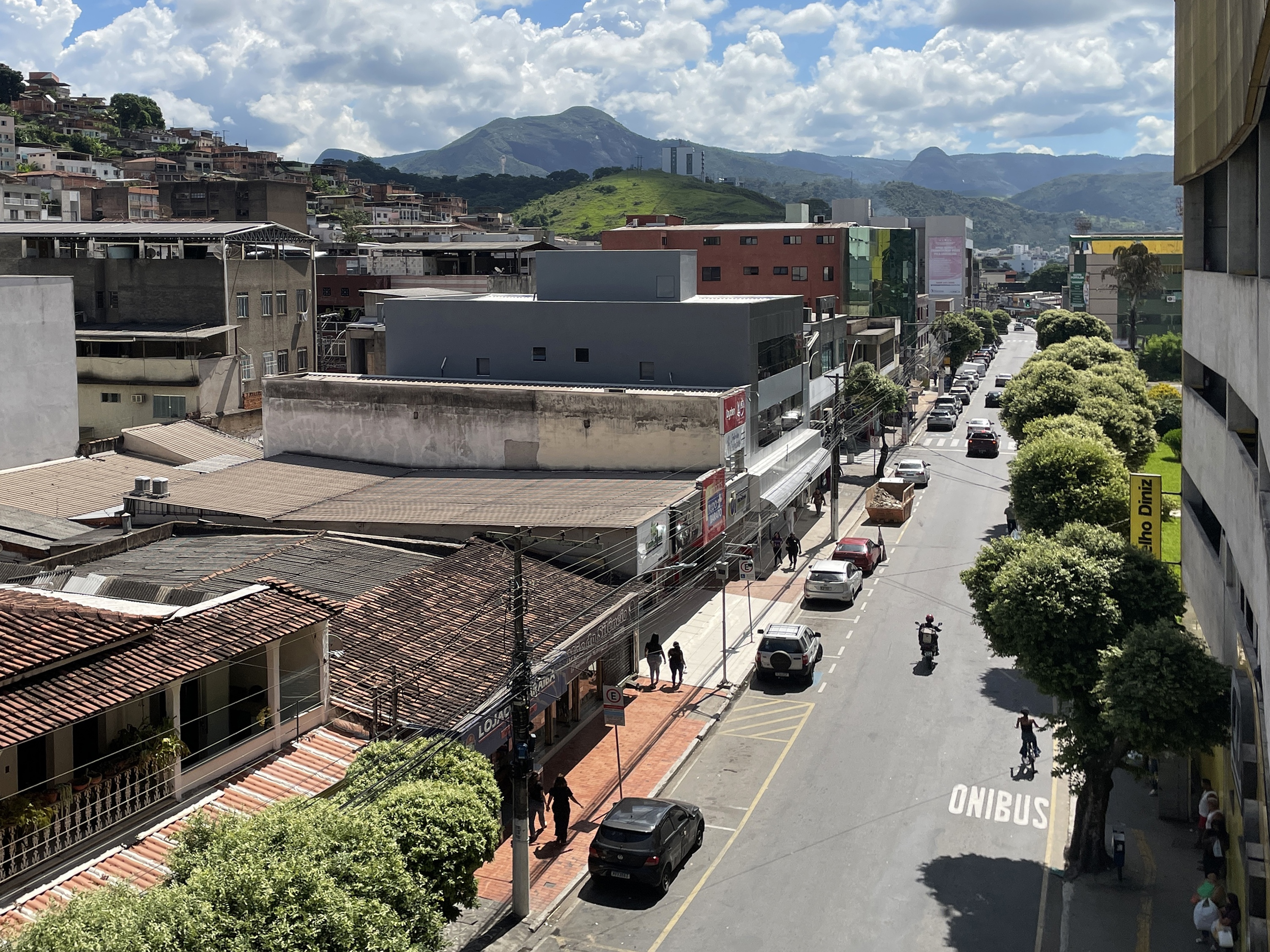
Rua Maria Mattos vista do supermercado Coelho Diniz

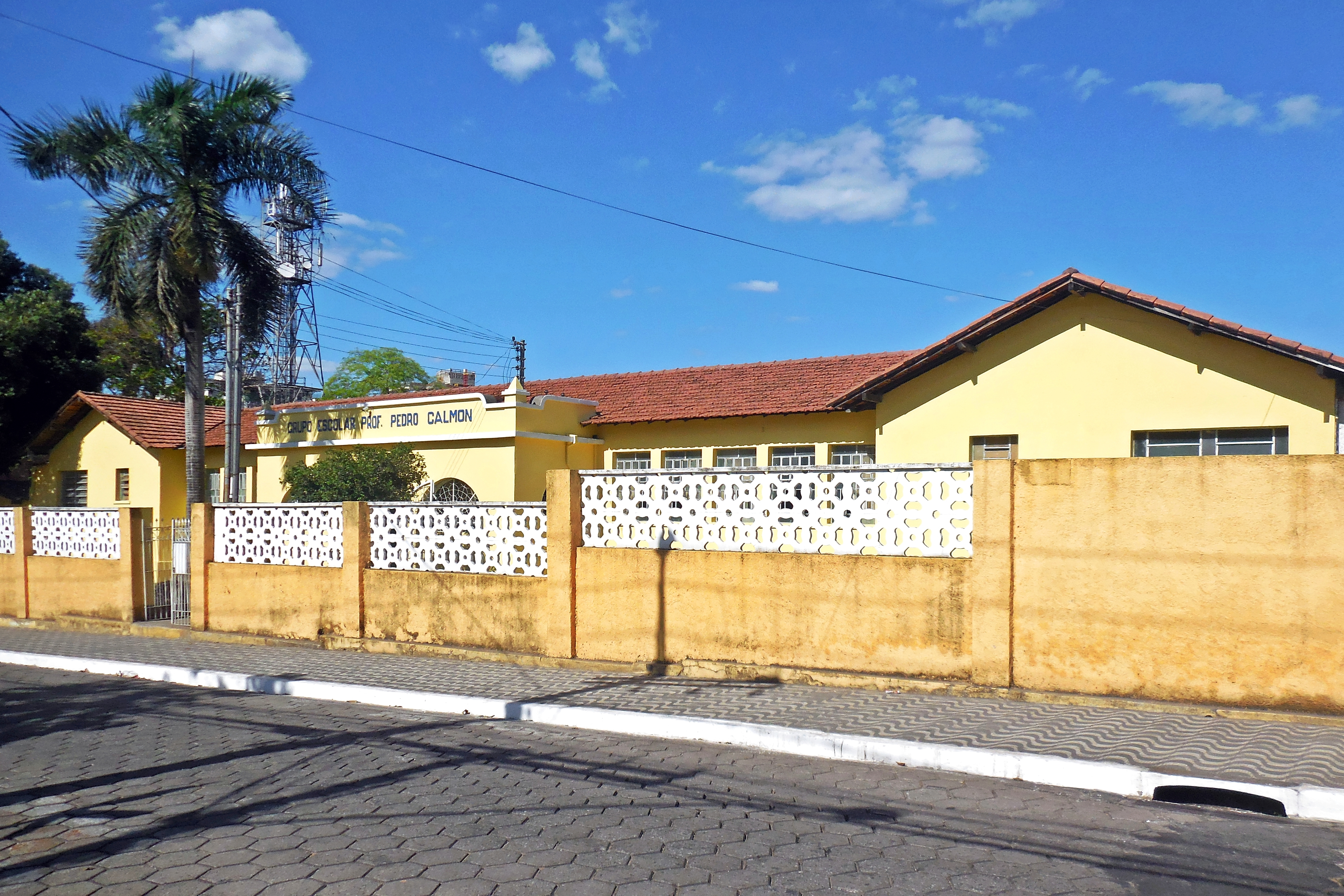
E.E. Professor Pedro Calmon, primeiro prédio escolar da cidade.

A importância do Centro de Coronel Fabriciano extrapola a relevância econômica e administrativa, abrigando também monumentos de magnitude cultural e histórica, alguns tombados como patrimônios culturais municipais ou então inventariados pela prefeitura. A Igreja Matriz de São Sebastião foi inaugurada em 1949 para substituir a antiga, que estava prestes a desmoronar, sendo uma das construções religiosas mais antigas da Região Metropolitana do Vale do Aço. Em frente ao templo se encontra o Salão Paroquial, palco de atividades e eventos da paróquia e da cidade que foi inaugurado em 1959. O Sobrado dos Pereira, conforme já ressaltado, foi o primeiro estabelecimento comercial e primeira construção de alvenaria do município além da Estação do Calado. O Colégio Angélica foi criado em 1950 e mantém em sua fachada todo o projeto original. A Escola Estadual Professor Pedro Calmon, por seu turno, é o prédio escolar mais antigo de Coronel Fabriciano.
O bairro preserva algumas das edificações mais antigas da cidade que ainda resguardam a maioria das características originais, datadas sobretudo das décadas de 1940, 50 e 60. Na Rua Pedro Nolasco, além do Sobrado dos Pereira (1928), cabe ressaltar a chamada Casa São Geraldo (1948), o Sobrado do Rotildino Avelino (1952) e a Casa Modelo da CVRD, datada do final da década de 1960. Na Rua Coronel Silvino Pereira se encontra o Sobrado do Armazém (1957), que funcionou por alguns anos como sede da prefeitura na década de 1960.
A Casa e Farmácia do Sr. Raimundo Alves, na Rua Pedro Messina, é datada de 1950 e foi a residência de Raimundo Alves de Carvalho, primeiro farmacêutico a residir no município e que mais tarde se elegeu prefeito. O antigo Silvana Palace Hotel, por sua vez, situado na Rua José Cornélio, foi inaugurado em 1962 e foi considerado como o hotel mais luxuoso da cidade na ocasião que entrou em operação. Após ser desativado em 1985, seguiu em uso como conjunto de lojas e salas alugáveis, porém foi demolido para ceder espaço a um novo empreendimento comercial em 2022.
O Monumento Terra Mãe, situado no Trevo Pastor Pimentel, foi construído na década de 1990, em homenagem aos 50 anos de emancipação política de Coronel Fabriciano e é considerado o marco zero da cidade. A Praça da Estação foi construída em 2008, no lugar onde estava localizado o terminal urbano da cidade. Está situada entre a Rua Pedro Nolasco e a Avenida Rubem Siqueira Maia e tem capacidade para suportar até 15 mil pessoas, sendo palco de diversos eventos de médio e grande porte. A Praça Louis Ensch, por sua vez, conta com espaço arborizado em frente ao Edifício João Sotero Bragança, antiga sede da prefeitura. Nela se encontra o Monumento aos Direitos Humanos, implantado em 1999. Outro espaço público é a Praça JK, que foi inaugurada em 21 de dezembro de 2010 e cujo nome é uma referência ao ex-presidente Juscelino Kubitschek. No local havia um busto, desaparecido na década de 1960, em homenagem ao político.